# Карпов, Владимир Александрович (писатель)
Влади́мир Алекса́ндрович Ка́рпов (род. 1951) — советский, российский писатель, журналист, радиоведущий, автор радиопрограмм.

## Биография
Владимир Александрович Карпов родился 1 августа 1951 года в городе Бийск Алтайского края. Отец - Ладкин Александр Степанович, мать - Карпова Ирина Михайловна.
Много путешествовал по стране, жил в Киргизии, Башкирии, Чувашии. Впоследствии много ездил по Якутии. Окончил Ленинградский театральный институт (ЛГИТМиК) (1975). После окончания ЛГИТМиК «по распределению» переехал в Челябинск, где работал в Челябинском ТЮЗе. Далее работал заведующим клубом в селе Половинка Увельского района Челябинской области. В 1983 году окончил Высшие Литературные курсы при Литературном институте имени А. М. Горького.
Автор сценария фильма «Двое на голой земле» (1989).
В 2005 году по роману «Танец единения душ» Государственный Академический русский драматический театр им. А. С. Пушкина (Якутск) поставил спектакль «И любви ещё живой, продолженье, продолженье…» в городах Мирный и Якутск.
Публиковался в различных журналах («Урал», «Уральский следопыт», «Москва», «Наш современник», «Роман-журнал XXI век», «Смена», «Литрос»), сотрудничал в качестве автора и ведущего радиопрограмм в радиослужбах Москвы («Радио РЕЗОНАНС»).
Создал аудио-энциклопедию русской истории в лицах «Национальный герой» (более ста портретов), которая продолжает выходить на волнах «РТВ-Подмосковье».
Член Союза писателей СССР с 1981 года. Член Союза писателей России.

## Личная жизнь
- Жена - Карпова ( в дев. - Сурина) Валентина Михайловна, (1949 - 2016), учитель русского языка и литературы. Сочетались браком  в 1972 году на Алтае. В браке родились сын (Карпов (псевдоним по деду - Ладкин[1]) Егор Владимирович, писатель, режиссер) и дочь (Зиборева (в дев. Карпова) Ирина Владимировна, проживает в Дании, экономист).

## Литературная деятельность
В журнале «Наш современник» были опубликованы первые рассказы (1978). Рассказы были переведены во многих странах Европы и Китае. Повесть «Вилась веревочка» была переиздана десятками издательств и журналов в нашей стране и за рубежом. Первая книга «Федина история» (1980) была названа лучшей публикацией молодого автора в СССР и удостоена Государственной премии РСФСР имени М. Горького (1981). Автор нескольких книг прозы («Федина история», «Бежит жизнь», «Плач по Марии», «Двое на земле», «Поживем — увидим», «Нехитрые праздники», «Внутренний человек», «Можно ли Россию пешком обойти?», «Танец единения душ»). Рассказ «Я могу хоть в валенке дышать» вошёл в 1 том антологии «Шедевры русской литературы XX века». Общий тираж книг превышает 350 тыс. экз.
Перевел две книги якутского писателя Николая Лугинова («Дом над рекой», «По велению Чингисхана»). По книге «По велению Чингисхана» создал начальный сценарий фильма, который был использован при создании фильма «Тайна Чингис Хаана» (2009).

## Награды
- Государственная премия РСФСР имени М. Горького (1981) — за книгу «Федина история» (1980)
- заслуженный работник культуры республики Саха-Якутия (2002);
- диплом Комиссии Российской Федерации по делам ЮНЕСКО «За вклад в мировую культуру» (2003);
- памятная медаль Российской академии наук «Шедевры русской литературы XX века» (2003) за рассказ «Я могу хоть в валенке дышать»;
- «Большая литературная премия России» Союза писателей России (2003) за роман «Танец единения душ»;

## Список произведений

### Книги
- Карпов В. А. Федина история. — М.: Молодая гвардия, 1980. — 65 000 экз.
- Карпов В. А. Бежит жизнь. — Челябинск: Южно-Уральское книжное издательство, 1983. — 15 000 экз.
- Карпов В. А. Двое на Земле. — М.: Приложение к журналу «Молодая гвардия», 1985. — 172 с. — 15 000 экз.
- Карпов В. А. Плач по Марии. — М.: Советский писатель, 1985. — 238 с. — 30 000 экз.
- Карпов В. А. Поживем-увидим. — Чебоксары: Чувашское книжное издательство, 1986. — 172 с. — 15 000 экз.
- Карпов В. А. Теплое озеро. — М.: Детская литература, 1986. — 60 с. — ISBN 5-08-001175-0.
- Карпов В. А. Нехитрые праздники. — М.: Современник, 1988. — 100 000 экз.
- Сборник. Внутренний человек. — М.: Молодая гвардия, 1990. — 478 с. — 100 000 экз. — ISBN 5-235-01393-X.
- Карпов В. А. Можно ли Россию пешком обойти? — М.: Информпечать, 2000. — 352 с. — 3000 экз. — ISBN 5-88010-073-1.
- Карпов В. А. Танец единения душ. — М.: Андреевский флаг, 2003. — 384 с. — 2500 экз. — ISBN 5-9553-0020-1.
- Карпов В. А. Двое на голой земле. — Иркутск: Издатель Сапронов, 2011. — 248 с. — 1500 экз. — ISBN 978-5-94535-114-1.

### Переводы
- Лугинов Н. А. Дом над рекой / Пер. В. А. Карпов. — М.: Современник, 1988. — 284 с.
- Лугинов Н. А. По велению Чингисхана / Пер. В. А. Карпов, Н. Шипилов. — М.: Современный писатель, 1998. — 284 с.

### Сценарии
- фильм «Двое на голой земле» (1989);
- спектакль «И любви ещё живой, продолженье, продолженье…» (2005);
- фильм «Тайна Чингис Хаана» (2009).

### Публикации в журналах, газетах
- Карпов В. А. Трёхдневки; Не хуже людей; Багаев, большая деньга, далёкая фирма и высокое небо // «Наш современник». — М., 1978. — № 08. — С. 47—68.
- Карпов В. А. Могу хоть в валенке дышать. Рассказ // журнал «Москва». — М., 1999. — № 06. — ISSN 0131-2332. Архивировано 5 октября 2006 года.
- Карпов В. А. Все в сабе… // газета «Завтра». — М., 1999. — № 09. Архивировано 24 декабря 2010 года.
- Карпов В. А. Еврейский мир под сибирским небом // «Литературная Россия». — М., 2002. — № 34. — ISSN 1560-6856.
- Карпов В. А. Ермолаев, встаньте по диагонали! // газета «День Литературы». — М., 2006. — № 12. Архивировано 2 декабря 2010 года.
- Карпов В. А. Без любви войны не выиграть // «Наш современник». — М., 2006. — № 04.
- Карпов В. А. Рыжий и квантовый столб. Повесть // журнал «Москва». — М., 2007. — № 02. — ISSN 0131-2332. Архивировано 4 марта 2010 года.
- Карпов В. А. «Барьерные» аргументы бышего вице-премьера (недоступная ссылка — история) // «Литературная газета». — М., 2007. — № 05. — ISSN 0233-4305.
- Карпов В. А. Это всё, это всё (недоступная ссылка — история) // «Литературная Россия». — М., 2008. — № 14. — ISSN 1560-6856.
- Карпов В. А. Дети Анны Карениной // газета «Завтра». — М., 2008. — № 11. Архивировано 24 декабря 2010 года.
- Карпов В. А. Исцеление Алтаем // журнал «Москва». — М., 2009. — № 06. — ISSN 0131-2332.
- Карпов В. А. Буду славить свою землячку // «Литературная Россия». — М., 2009. — № 06. — ISSN 1560-6856. Архивировано 19 октября 2011 года.